# Medvědín
Medvědín är ett berg i Tjeckien. Det ligger i den norra delen av landet, 110 km nordost om huvudstaden Prag. Toppen på Medvědín är 1 235 meter över havet. Medvědín ingår i Zlaté návrší.
Terrängen runt Medvědín är huvudsakligen kuperad, men norrut är den bergig.Runt Medvědín är det ganska tätbefolkat, med 83 invånare per kvadratkilometer. Närmaste större samhälle är Vrchlabí, 12,8 km söder om Medvědín. I omgivningarna runt Medvědín växer i huvudsak blandskog.